# Минахасская сипуха
Минахасская сипуха, или целебесская сипуха (лат. Tyto inexspectata) — хищная птица семейства сипуховых, эндемик острова Сулавеси (Индонезия). Названа в честь полуострова Минахаса, где в первые была описана.

## Этимология
Научное название виду дал немецкий орнитолог Герман Шлегель. Видовое название inexpectata переводится с латинского как неожиданный, удивительный или поразительный. 

## Описание

### Внешний вид
Общая длина птицы — 27—31 см; длина крыла — 239—272 мм. На момент 2012 г. неизвестно о различиях в размерах или цвете между самцами и самками.
Относительно небольшая сипуха без «ушек»-пучков. Лицевой диск маленький, бледно-кремового цвета, с затенением вокруг тёмно-карих глаз и вокруг основания светло-бежевого клюва. Верхняя часть тела серо-бурая с рыжими и ржаво-красными пятнами; тёмные перья окаймлены по краю небольшими белыми пятнышками. Крылья и хвост коричнево-жёлтые, с несколькими тёмными полосками. Оперённые ноги равномерно охристые, с красновато-серыми пальцами и сравнительно мощными тёмно-коричневыми когтями.

### Полёт
В полёте минахасскую сипуху можно отличить по закруглённым крыльям и хвосту с узором из тёмных полосок.

### Голос
Существует запись голоса, но детали ещё не опубликованы. Исследователи говорят, что крик похож на таковой сулавесской сипухи, только слабее и не такой насыщенный.

## Распространение и питание
Эндемичный житель острова Сулавеси. Обитает во влажных тропических лесах и холмах вблизи лесистых участков на высоте 100—1500 метров над уровнем моря.
Питание совы не изучено; скорее всего, птица охотится за мелкими млекопитающими.